# Wolfgang Grözinger

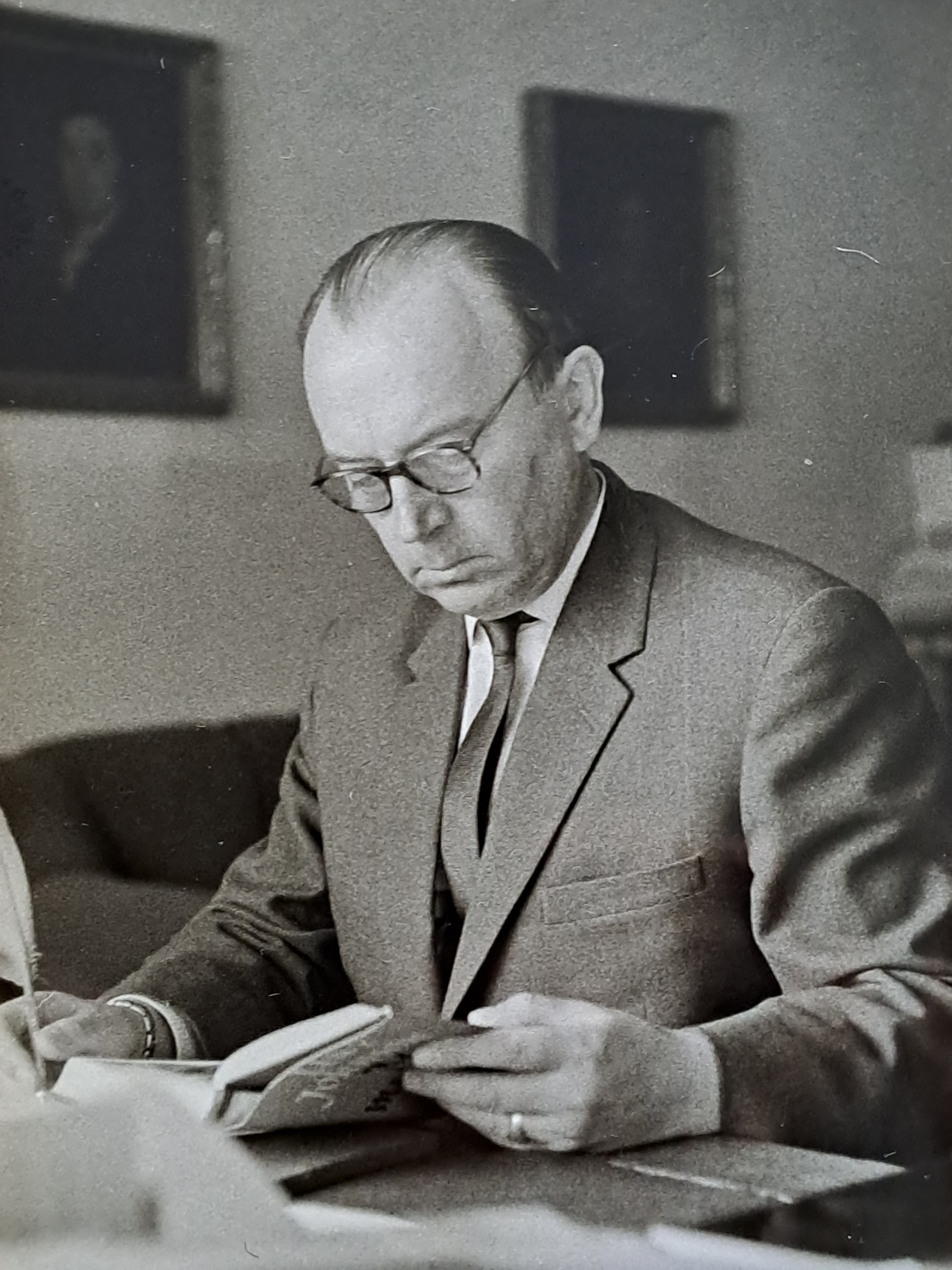
Wolfgang Grözinger am Schreibtisch (1959)

Wolfgang Grözinger, Pseudonyme Peter Freitag, Alfred Frisoni (* 3. Juli 1902 in Grevenbroich; † 19. September 1965 in München), war ein deutscher Schriftsteller, Feuilletonist, Literaturkritiker und Kunstpädagoge. Er arbeitete ab 1948 als ständiger Mitarbeiter im Feuilleton der Süddeutschen Zeitung in München und seit August 1952 auch als Literaturkritiker der katholischen Kulturzeitschrift Hochland sowie als Lektor beim Süddeutschen Verlag. Grözinger wurde 1964 zum Mitglied der deutschen Sektion des Association Internationale des Critiques dʼArt (AICA) gewählt. Der Verband der Volkshochschulen und Volksbildungswerke verlieh ihm 1966 „postum eine Dankesurkunde für seine langjährige Förderung der Erwachsenenbildung in Bayern“.

## Werdegang
Wolfgang Grözinger kam als Sohn des Berufsoffiziers Hauptmann Erwin Grözinger (1875–1917) und seiner Ehefrau Emma, geb. Uhlhorn (1878–1951), in Grevenbroich/Niederrhein zur Welt. Nach dem Abitur am Staatlichen Gymnasium Quedlinburg (1922) studierte er an der Universität München fünf Semester lang Kunstgeschichte (Heinrich Wölfflin), Theaterwissenschaft (Artur Kutscher) und Germanistik (Hans Heinrich Borcherdt, Franz Muncker, Fritz Strich). In dieser Zeit unternahm er Studienreisen nach Italien und Rumänien (1924). Ab 1925 lebte Grözinger als freier Schriftsteller in München. Dort verfasste er das ambitionierte fünfaktige Schauspiel Historie und 1830 (1927/28), in dem er die revolutionäre Situation des Juli 1830 anhand eines bürgerlichen Berliner Familienschicksals darzustellen versuchte. 1929/30 war er sodann als Schauspieler und Dramaturg am Stadttheater Erfurt engagiert. In dessen Programmzeitung Der Kontakt äußerte er sich zu Theaterfragen und deutete beispielsweise die Aufführung von Büchners Woyzeck – ganz im Sinne des Regisseurs Karl Löwenberg (1896–1975) – als „quasireligiösen Akt“. Zwischen 1929 und 1932 entstand Grözingers geistreiche „Sportkomödie“ Meisterschaft Ost – West (1929/1932), die die satirische Entlarvung der olympischen Idee als interessengebundene Ideologie zum Ziel hatte. Wie die meisten seiner Stücke ist sie als Typoskript im Nachlass überliefert.
Von 1931 bis 1938 schrieb Grözinger in der Berliner Zeitschrift Der Deutsche Rundfunk über Rundfunk-, Weltanschauungs- und Kunstfragen. Dort erschien 1934 zu Nietzsches 90. Geburtstag seine konservativ-revolutionär gefärbte Würdigung des Philosophen, die u. a. den „Kampf gegen das Christentum“ und die „Auflösung der Ethik in Ästhetik“ kritisierte. Der Artikel war der Anlass für die Beendigung seiner Tätigkeit als Rundfunk-Journalist am Sender München (1933/34). 1935 brachte Grözinger das Schauspiel Der Bauernherzog, den ersten Teil einer Ottonentrilogie (1934–1936), im Selbstverlag heraus. Zur gleichen Zeit war auch Kaiser und König. Das Trauerspiel von Otto dem Großen und seinem Sohne Ludolf fertiggestellt. 1936 folgte Das Heilige Reich. Die Tragödie Kaiser Ottos III. Dieses Stück wurde vom Reichsdramaturgen Rainer Schlösser abgelehnt, – nicht aufgrund der positiven Darstellung kirchlicher Würdenträger wie Erzbischof Willigis von Mainz, sondern wegen „romanhafter Ausbreitung“ und fehlender „Zusammenballung“. Von Grözingers dramatischen Werken kam nur das verschollene Lustspiel Ritter nicht gefragt (1938/39) 1949 auf die Bühne.
Im Zweiten Weltkrieg war Grözinger neun Monate lang als Kanonier in Polen (1939/40), dann wurde er Zahlmeister bei der Heeresstandortverwaltung in Lindau am Bodensee (1940–44). Er korrespondierte in dieser Zeit (1940–1943) mit dem Chefdramaturgen am Bayerischen Staatsschauspiel München und Dramatiker Curt Langenbeck über dramaturgische und politische Fragen. 1943 heiratete er in zweiter Ehe Hildegard Lautenbacher (1922–2018), die ihm zwei Töchter, Christiane Babinsky, geb. Grözinger (1944) und Verena Vorbach, geb. Grözinger (1946), schenkte. Bereits 1938/39 hatte Grözinger ein Studium der Philosophie (Kurt Schilling), Psychologie und Pädagogik (Oswald Kroh) an der Universität München aufgenommen. Er promovierte noch vor Kriegsende am 18. Januar 1945 mit dem Thema Hegel und der Marxismus. Als Kriegsgefangener des amerikanischen Lagers St. Avolt in Lothringen hielt Grözinger im Frühsommer 1945 an der Lageruniversität Vorträge über Plato, Leibniz, Kant und Hegel, die auf seine Mitgefangenen einen bleibenden Eindruck machten.

## Arbeitsschwerpunkte und Publikationen
Ab 1946 engagierte Grözinger sich an Volkshochschulen und Akademien in der politischen Erwachsenenbildung. Er schrieb Beiträge kultur- und kunstwissenschaftlichen, pädagogisch-politischen und literarisch-ästhetischen Inhalts für Zeitschriften wie Deutsche Rundschau, Eckart, Der Zwiebelturm oder Neue deutsche Hefte. 1948 wurde er ständiger Mitarbeiter des Feuilletons der Süddeutschen Zeitung. Im Rückblick hob ein Kollege 1965 die „Weite seiner Bildung“ und die „unaufdringliche Bestimmtheit seines Urteils“ hervor: „Während mehr als anderthalb Jahrzehnten hat Grözinger für diese Zeitung geschrieben – über Kinderzeichnungen wie über christlich-jüdische Gespräche, über numismatische Raritäten wie über Teilhard de Chardin, über evangelische wie katholische Akademietagungen“. Eine Sonderstellung innerhalb der Vielfalt der von Grözinger behandelten Themen nahm sein Engagement für die evolutionären Ideen des Jesuitenpaters und Naturforschers Pierre Teilhard de Chardin (1881–1955) ein. Ihm zufolge hatte dieser dem Glauben eine Form gegeben, in der er in der modernen Welt vernommen werden konnte: Grözinger hat in der Süddeutschen Zeitung mehrfach deutsche Übersetzungen von Teilhards Werken und Vorträge über ihn besprochen. Mit seiner Würdigung Teilhard de Chardin. Leben und Werk vom Oktober 1962 gehörte er zu den Exponenten der ersten „Teilhard-Welle“ im deutschen Sprachraum.
International bekannt wurde Grözinger mit dem kunstpädagogischen Standardwerk Kinder kritzeln zeichnen malen. Die Frühformen kindlichen Gestaltens (1952), das bis 1982 sechs Auflagen erlebte. Die aus der Beobachtung seiner Töchter erwachsene Untersuchung kam in englischer (1955), dänischer (1966/1970) und japanischer (1961) Übersetzung heraus. Sie begründete seine einflussreiche Stellung im Kulturleben der Bundesrepublik: So war er beispielsweise Vorsitzender der Hauptjury des Deutschen Jugendbuchpreises; auch lud man ihn drei Jahre hintereinander zu Podiumsgesprächen über „Kunst und Erziehung“ ein, die im Rahmen der Recklinghausener Ruhrfestspiele stattfanden. Grözinger gab im Gefolge seines grundlegenden Werkes Sammelbände wie Mein Vater ist ein Bergmann. Von Kindern gemalt und erzählt heraus. Das Buch fand auch reges Interesse bei modernen Malern wie Bernard Schultze, Jean Dubuffet oder Hans Richter. Nach Grözingers Überzeugung gab es einen engen Zusammenhang zwischen „Kindermalerei und moderner Kunst“, für welche er sich unermüdlich einsetzte. Schon 1947 hatte er „eine Lanze für die abstrakte Malerei“ gebrochen. Dass er seinen Vortrag Neue Kunst im sozialen Zusammenhang aus demselben Jahr dem 1943 hingerichteten Professor Kurt Huber widmete, verrät eine entschiedene Wendung gegen die nationalsozialistische Diffamierung und Verfolgung der Moderne. Die deutsche Sektion des Association Internationale des Critiques d’Art (AICA) wählte ihn 1964 zum Mitglied.
Seit August 1952 war Grözinger – obwohl Protestant – auch Literaturkritiker der traditionsreichen katholischen Kulturzeitschrift Hochland, in der er bis zu seinem Tod 1965 zwei- bis dreimal jährlich große Sammelrezensionen zum internationalen „Roman der Gegenwart“ publizierte. Die insgesamt 38 Folgen vermitteln über einen Zeitraum von 14 Jahren ein anschauliches Bild der epischen Nachkriegsproduktion in aller Welt. Schon mit diesem Blick über den nationalen Tellerrand hob sich Grözinger von der vor 1968 in der Bundesrepublik üblichen Literaturkritik ab. Genauso aus dem Rahmen fallend war, dass er – wie es nach seinem Tod im Nachruf des „Hochlands“ hieß – „über das Literaturkritische hinaus immer auch die zeitgeschichtlichen, sozialen, ethischen Zusammenhänge der erzählenden Prosa im Auge behielt“. So räumte Grözinger Holocaust und Exilliteratur einen in der damaligen Zeit „ungewöhnlich großen Raum ein“ und behandelte zunehmend auch den Roman des Ostblocks. Die „Reihe der von ihm besprochenen jungen deutschsprachigen Romanciers“ wies – von Wolfgang Koeppen einmal abgesehen – „keine unverzeihlichen Lücken auf“.
Grözinger wirkte auch als Lektor des Süddeutschen Verlages und entfaltete eine ausgedehnte Vortrags- und Rezensententätigkeit. Friedrich Andrae und Sybil Gräfin Schönfeldt luden ihn zur Mitarbeit an ihrem politisch-pädagogischen Buchprojekt Deutsche Demokratie von Bebel bis Heuss (1964) ein. Seine oft humorvollen Kurztexte, Glossen und Grotesken – meistens unter dem Pseudonym Peter Freitag – erfreuten sich großer Beliebtheit in den Feuilletons. Ihre Sammlung und Publikation steht noch aus. Der Erfolg als Dramatiker blieb ihm allerdings weiterhin versagt. Das Lustspiel Die Qualen der Passanten bzw. Passanten und Götter (1957/62) kritisiert Wissenschaft und Politik in Form einer mythologischen Travestie mit Mitteln des zeitgenössischen Kabaretts. Noch anspruchsvoller ist die „szenische Analyse“ Spiel mit Frisoni (1962). In ihr verbinden sich Elemente des modernen Nachkriegstheaters mit solchen der Kriminalliteratur und der Satire zu einem eindrucksvollen religiösen Schauspiel: Auf der einen Seite steht „Herr Groß“, der Prototyp des zynischen „absoluten Unternehmers“, auf der anderen der Anwalt der Bedürftigen, der „Idealkatholik“ „Herr Boos“. Grözinger hat beide Stücke bei den Wettbewerben der Münchner Kammerspiele durch Mittelspersonen eingereicht, Die Qualen der Passanten „über Werner Finck“, für den im Falle einer Aufführung bereits die Rolle des „Dramaturgen“ vorgesehen war. Das Deutsche Kabarettarchiv Mainz bewahrt in Werner Fincks Nachlass Grözingers Memorandum über politische Erziehung mittels Nonsens-Debatten und sein Merkblatt zur Durchführung von Nonsens-Debatten englischen Stils auf. Grözinger stand auch mit Autoren wie Hugo Hartung (1902–1972) und Eugen Roth (1895–1976) in freundschaftlichem Kontakt.

## Schriften (Auswahl)

### Dramen
- Historie und 1830. Drama in fünf Akten. 1927/28 (Typoskript im Nachlass).
- Meisterschaft Ost – West. Sportkomödie in 5 Akten (10 Bilder). 1929/1932 (Typoskript im Nachlass).
- Der Bauernherzog. Schauspiel (Erster Teil der Ottonentrilogie). Selbstverlag 1935.
- Kaiser und König. Das Trauerspiel von Otto dem Großen und seinem Sohne Ludolf'. In 5 Akten. 1935 (Typoskript im Nachlass).
- Das Heilige Reich. Die Tragödie Kaiser Ottos III. In einem Vorspiel und 5 Akten. 1936 (Typoskript im Nachlass).
- Ritter nicht gefragt. Lustspiel. Verlag Junger Bühnenvertrieb, Leipzig 1938/39. Unter dem Titel Ritter aus Germany am 12. Juli 1949 von Schülern des Realgymnasiums Edertalschule Frankenberg uraufgeführt (verschollen).
- König Zufall. Komödie in 3 Akten. 1942/1948 (Typoskript im Nachlass).
- Die Qualen der Passanten. Szenische Fiktion in drei Vorgängen (1957), später Passanten und Götter. An Stelle einer Komödie. 1962 (Typoskript im Nachlass).
- Spiel mit Frisoni. Szenische Analyse in drei Teilen. 1962 (Typoskript im Nachlass).

### Bücher
- Hegel und der Marxismus. Philosophische Dissertation, München 1944.
- Der Weg – zur Civilisation. Grundlinien einer soziologischen Kulturphilosophie und Pädagogik. 99 Seiten [1946] unveröffentlicht.
- Moderne Kunst im sozialen Zusammenhang. Eingeleitet von Josef Sellmair, Regensburg 1948.
- Der Weg zur Allgemeinbildung, München 1951 (Schriftenreihe zur bayerischen Erwachsenenbildung, Heft 3).
- Kinder kritzeln zeichnen malen. Die Frühformen kindlichen Gestaltens, München 1952.
- Mein Vater ist ein Bergmann. Von Kindern gemalt und erzählt. Hg. von Wolfgang Grözinger, München 1962.
- Da sprach der Elefant zur Maus ... Kinder erzählen Tiergeschichten. Hg. von Wolfgang Grözinger, München 1964.
- Als ich im Traum der Kaiser war. Kinder erzählen ihre Träume. Hg. von Wolfgang Grözinger, München 1966.

### Übersetzungen
- Scribbling, Drawing, Painting. The early forms of the child`s pictorial creativeness. Translated by Ernst Kaiser and Eithne Wilkins. With an introduction by Sir Herbert Read. Faber & Faber, London 1955 (Lizenzausgabe bei Praeger in New York).
- Kradseri, tegneri, maleri. De første trin i barnets grafiske udvikling. Oversat af Poul Fatum. København 1966/1970.

### Zeitschriftenbeiträge und Artikel
- Friedrich Nietzsche. Zu seinem 90. Geburtstag am 15. Oktober. In: Der Deutsche Rundfunk. Band 12, 1934, Heft 42, S. 3–4.
- Eine Lanze für die abstrakte Malerei. In: Der Zwiebelfisch. Band 25, 1947, Heft 5, S. 24–25.
- Kurt Hubers Vermächtnis. In: Die Neue Zeitung. 21. Juli 1948, S. 3.
- Das Stilleben. Von Peter Freitag. In: Die Neue Zeitung. 28. Dezember 1948.
- Ernst Jünger und die Politik. In: Deutsche Rundschau. Band 76, Mai 1950, Heft 5, S. 358–367.
- Bert Brecht zwischen Ost und West. In: Hochland. Band 43, 1950/51, Heft 1, S. 80–86.
- Kritik und Selbstkritik der freien Volksbildung. In: Hochland. Band 43, 1950/51, Heft 6, S. 593–597.
- Milchzähne der Erfahrung. Wenn Kinder kritzeln, zeichnen und malen. In: Rheinischer Merkur. Ostern 1952, Nr. 15, S. 20.
- Die Aufgaben der Kunsterziehung: Die Vorstufe. In: Handbuch der Kunst- und Werkerziehung. Band 1. Hg. von Herbert Trümper. Berlin 1953, S. 405–408.
- Politische Früherziehung. In: Politische Studien. Monatshefte der Hochschule für Politische Wissenschaften München. Band 6, Februar 1956, Heft 70, S. 23–29.
- Der Romantiker des Klassenkampfes. Zum Nachlaß Bert Brechts. In: Hochland. Band 50, 1957/58, Heft 3, S. 278–282.
- Wie Phantasie den Menschen formt. Zur Psychologie und Soziologie des Jugendbuchs. In: Deutsche Zeitung. 7. Juni 1958, Nr. 45, S. 21.
- Der katholische Roman der Gegenwart in Deutschland. In: Jahrbuch der Evangelischen Akademie Tutzing. Band 9, 1959, S. 105–121.
- Geheimnisse der frühen Kinderzeichnung. In: Hochland. Band 55, 1962/63, Heft 3, S. 293–296.
- Geschichtsbewusstsein und Geschichtsroman. In: Frankfurter Hefte. Band 17, Dezember 1962, Heft 12, S. 840–846.
- Dialektik der Kunstpädagogik im Rahmen der Erziehung. In: Kunst und Erziehung. Ein Bericht über drei Podiumsgespräche. Recklinghausen 1962 1963 1964 von Hans Ronge, Köln 1966, S. 101–107.
- Bernard Schultze. In: Junge Künstler. 63/64. Köln 1963, S. 9–21. Vgl. dazu Grözingers undatierte Typoskripte im Nachlass: Vernissage Bernard Schultze und Katalog Bernard Schultze.
- Der Glaube eines Naturphilosophen. Teilhard de Chardin und die Naturwissenschaften. In: Süddeutsche Zeitung. 21. März 1963, Nr. 69, S. 13.
- Eine ganz neue Leichtigkeit. In: Süddeutsche Zeitung. 8./9. Juni 1963, Nr. 137, S. 70.
- Wiederbegegnung mit Hannah Arendt. Zu einem Vortrag im Bayerischen Rundfunk. In: Süddeutsche Zeitung. 17. September 1964, Nr. 224.
- Die Metaphysik des Teilhard de Chardin. Zu einer Münchner Vortragsreihe. In: Süddeutsche Zeitung. 3. Dezember 1964, Nr. 290, S. 14.
- Walther Rathenau 1867–1922. In: Deutsche Demokratie von Bebel bis Heuss. Geschichte in Lebensbildern. Hg. von Friedrich Andrae und Sybil Gräfin Schönfeldt, Hamburg 1964 [1969²], S. 77–94.

### Humorvolle Kurztexte, Glossen, Grotesken
- Die Verwandlung. Groteske von Peter Freitag. In: Süddeutsche Zeitung. Nr. 126, 3. Juni 1950, S. 6.
- Putzfrau als Lektorin. Für eine Akademie des gesunden Menschenverstandes (GMV). In: Neue Zeitung. 21. August 1950.
- Briefmarken liegen schief. In: Süddeutsche Zeitung. 17. August 1952.
- „Die jungen Leute, die sich ...“. In: [Süddeutsche Zeitung?]. Weihnachten/Neujahr 1957/58.
- Ein Verein von „Eierköpfen“. Der britische „Mensa“-Club will eine deutsche Filiale gründen. In: [Süddeutsche Zeitung]. Nr. 138, 10. Juni 1963.
- Jetzt wird aufgeräumt. In: [Süddeutsche Zeitung?]. Nr. 261, 31. Oktober/1. November 1963.
- Linsengerichte. In: Hannoversche Rundschau. 24./25. Oktober 1964.
- Bekehrung des Hypochonders. In: [Süddeutsche Zeitung]. [um den 24.] Oktober [1964?]. Auch unter dem Titel: Die absolut beste Lebensweise. In: Generalanzeiger, Wuppertal. 4. Februar 1965.
- Der zerstreute Tod. In: Oberbayerisches Volksblatt. 4. November 1964.
- Kleine Auto-Menagerie. In: Augsburger Allgemeine. 28./29. November 1964.
- Zwei Groschen. In: Darmstädter Echo. 19. Dezember 1964.
- Menschliche Forderung. In: Hannoversche Presse. Nr. 34, 10. Februar 1965.
- Naßkalter Krieg. Über das Winterwetter plaudert Wolfgang Grözinger. In: General-Anzeiger, Bonn. 19. Februar 1965, S. 8.